# Јарослав Боучек
Јарослав Боучек (13. новембар 1912 — 10. октобар 1987) био је чешки фудбалер, који је играо за Спарту из  Прага, Рен и фудбалску репрезентацију Чехословачке.
Од 1934. до 1939. године одиграо је укупно 31 утакмицу за репрезентацију, постигавши 1 гол. Био је део тима који је завршио као вицешампион на ФИФА Светском првенству 1934. године, али није играо на турниру. Четири године касније, играо је на Светском првенству у фудбалу 1938.